# Monster Hunter Portable 3rd
Monster Hunter Portable 3rd (souvent abrégé MHP3) est un jeu vidéo de type action-RPG développé et édité par Capcom début janvier 2010 sur PlayStation Portable uniquement au Japon. Un portage est sorti sur PlayStation 3 en 2011 nommé Monster Hunter Portable 3rd HD Ver..

## Les différents types d'armes
L'épée et bouclier (Sword and Shield en anglais,  abrégé SnS) :
Une arme très polyvalente. Ces coups, bien que pas très puissants, sont compensés par leur vitesse. La SnS possède, comme son nom l'indique, un bouclier permettant de garder les coups bien qu'il ne soit pas aussi résistant que celui de la Lance ou de la Lanceflingue. Un autre atout de la SnS est d'alterner rapidement Attaque, garde et Esquive.
Note : La SnS permet d'utiliser un objet tout en gardant, cela permet de gagner quelques précieuses secondes.
Les doubles lames (Dual Sword en anglais. Abrégé DS) :
Similaire à la SnS, un chasseur souhaitant privilégier l'attaque à la défense prendra des DS. Deux lames à la place d'une augmente considérablement les dégâts infligés, d'autant plus que les combos de cette arme sont mortels. La DS possède le fameux "Mode Démonisation" qui permet -En contrepartie de drainer la vigueur progressivement - de booster la puissance des combos et d'utiliser le tout aussi connu combo "Danse démoniaque" qui possède plusieurs facultés :
-  Pendant tout ce combo, l'arme ne rebondit pas.
- Si le premier coup du combo est critique, tous les autres le seront.
- Déclenchable par une simple pression sur Triangle + Carré.
Le passage de MHFU a MHP3rd a été plutôt gratifiant pour les Doubles lames; les combos sont devenus plus fluides et en Mode démonisation, la roulade classique a été remplacée par un "dash" rapide (Une barre a également été ajoutée, celle-ci se remplit a mesure que vous faites des coups en mode démonisation. Une fois remplie, vous pouvez faire des dashs en dehors du mode démonisation )